# Echinacea purpurea

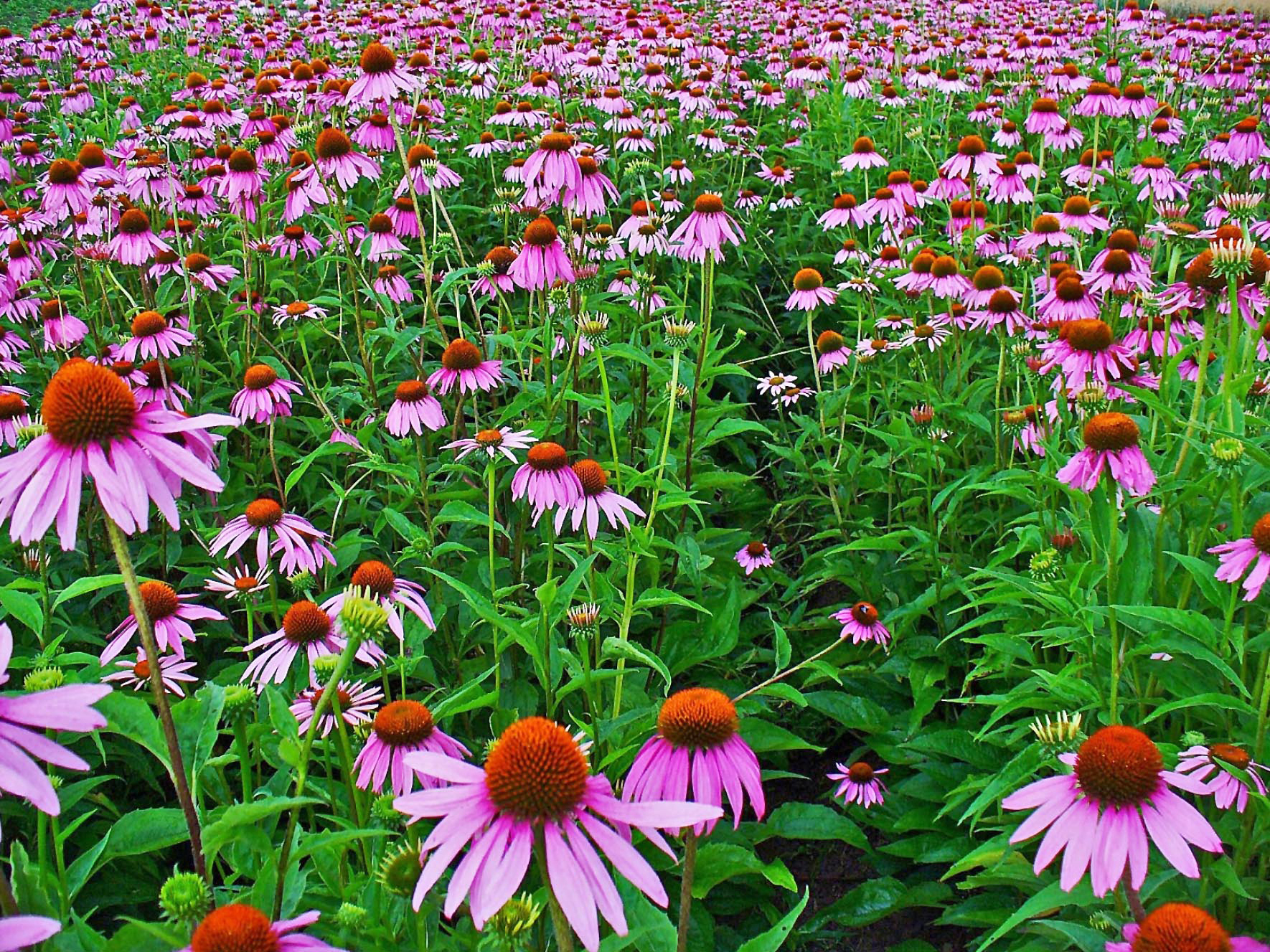
Campo com equináceas-púrpuras

A Echinacea purpurea é uma planta da família das Echinaceas cujo extrato tem propriedades antibacteriana, antiviral, anti-inflamatória, imunoestimulante e antioxidante. Originária da América do Norte, a planta é da mesma família do girassol.

## Nomes populares
Popularmente, é conhecida como flor-de-cone, púrpura, equinácea-púrpura e rudbéquia.

## Utilização
Cientistas e famacêuticos reputam à planta o poder de auxiliar no tratamento de gripes e resfriados, infecções respiratórias, infecção urinária, candidíase, dor de dente e gengiva, artrite reumatóide e doenças virais ou bacterianas, visto que ela fortalece o sistema imunológico.
Um estudo americano divulgado em 2007 confirmou que a planta é de fato um potente medicamento contra infecções virais como gripe e resfriados. Dados da pesquisa, realizada por cientistas da Universidade de Connecticut, mostraram que a erva pode reduzir em até 58% as chances de se contrair uma gripe, por exemplo. Recentemente, cientistas têm pesquisado seus possíveis efeitos no combate ao coronavírus.
A primeira preparação de Echinacea, conhecida como “Purificador de Sangue Meyers”, chegou ao mercado por volta de 1880, com reumatismo, neuralgia e picadas de cascavel como indicações.
A planta não deve ser usada sem prescrição médica, tendo em vista seus efeitos em pacientes com males como esclerose múltipla, aids, doenças autoimunes, entre outros. E embora não haja relatos de interações medicamentosas significativas com a equinácea, supõe-se que seu uso por mais de oito semanas pode causar hepatotoxicidade; portanto, a ela não deve ser usada com outros medicamentos hepatotóxicos conhecidos, como amiodarona, metotrexato e cetoconazol.